# Heinrich Arens
Heinrich Arens (* 1941) ist ein deutscher Unternehmer und ehemaliger Politiker der FDP.

## Leben
Arens stammt aus Niedersachsen, ist ausgebildeter Jurist und zog 1990 nach Thüringen. Er führte in Erfurt ein Unternehmen für die wirtschaftliche Bewertung von Hotels, Großanlagen und Industriefirmen.

## Politik
Mitte 1998 begann Arens, sich aktiv in der Politik zu engagieren. Im März 1999 wurde er auf dem Thüringer FDP-Landesparteitag überraschend zum Landesvorsitzenden gewählt. Auf dem FDP-Bundesparteitag 1999 wurde er Beisitzer im FDP-Bundesvorstand. Nach der Europawahl 1999 geriet er in die Schlagzeilen, als er aufgrund des schlechten Abschneidens der FDP als einziger Landesvorsitzender den Rücktritt ihres damaligen Bundesvorsitzenden Wolfgang Gerhardt forderte.
Zur Landtagswahl in Thüringen am 12. September 1999 trat er als klarer Gegner einer möglichen rot-roten Koalition auf und sprach sich für eine Koalition seiner Partei mit der CDU aus. Drei Tage vor der Wahl empfahl er in einer persönlichen Erklärung den Wählern, die Zweitstimme der CDU zu geben, um damit eine Mehrheit aus SPD und PDS zu verhindern. Der damalige FDP-Bundesvorsitzende Wolfgang Gerhardt und der damalige Generalsekretär Guido Westerwelle zeigten für dieses Vorgehen kein Verständnis. Auf Wunsch Gerhardts leitete der Thüringer FDP-Landesverband am 10. September 1999, zwei Tage vor dem Wahltag, ein Parteiausschlussverfahren gegen Arens ein. Die FDP kam bei der Wahl auf 1,1 Prozent der Stimmen. Daraufhin wurde Arens vom FDP-Landesvorstand von seinen Aufgaben als Landesvorsitzender entbunden, erwirkte jedoch beim Amtsgericht Erfurt eine einstweilige Verfügung gegen diese Entscheidung, so dass für den 9. November 1999 ein FDP-Sonderparteitag einberufen wurde.